# Godło Inguszetii
Godło państwowe Republiki Inguszetii przedstawia okrąg, w centrum którego umieszczony jest złoty orzeł z rozpostartymi skrzydłami - symbol szlachetności i męstwa, mądrości i wierności. 
Także w centralnej części godła, na tle białych szczytów Kaukazu znajduje się wieża wojskowa, rodzaj baszty. Jest ona koloru złotego i symbolizuje młodą i starą Inguszetię; takie wieże w XV w. zaczęły pojawiać się na granicach kraju i służyły do obrony przed najazdami wojowniczych sąsiadów.
Na lewo od baszty znajduje się wizerunek Góry Stołowej (inguskie: Маьт лоам – Mat łoam), a po prawej stronie - Kazbek (inguskie: Башлоам – Baszłoam).
Nad górami i basztą, na niebieskim niebie znajduje się złoty półokrąg słońca, znajdującego się w zenicie, od którego w kierunku ziemi rozchodzi się 7 promieni. 
W dolnej części godła znajduje się znak solarny, symbolizujący wieczny ruch słońca i Ziemi, wzajemne ich związki i nieskończoność istnienia. Znak solarny w tej samej formie występuje też na inguskiej fladze; zbliżony do występującego w godle symbol jest rodowym herbem niegdyś potężnego inguskiego rodu Malsagowów. 
Dokoła godła znajduje się napis z nazwą kraju w językach rosyjskim - u góry i inguskim – u dołu, odpowiednio: Республика Ингушетия (Riespublika Inguszetija) i Гiалгiай Мохк (Gialgiaj Mochk).
W inguskim godle występuje 5 barw: biała, błękitna, zielona, czerwona i żółto-złota. Kolory te symbolizują:
- biały – czystość myśli i czynów, charakterystycznych dla Inguszy
- błękitny – niebo, kosmos
- zielony – przyrodę, bogactwo i płodność inguskiej ziemi, a także islam
- czerwony – wielowiekową walkę narodu inguskiego o przeżycie
- żółto-złoty – Słońce, będące źródłem życia zarówno dla całej natury, jak i ludzi

Godło Inguszetii zostało ustanowione przez dekret prezydenta z 27 czerwca 1994 r., a wkrótce - 26 sierpnia 1994 parlament przyjął ustawę o godle, dokładnie opisując ten symbol.
Autorem projektu godła jest artysta Rusłan Alimowicz Eldijew.